# Youenn Gwernig

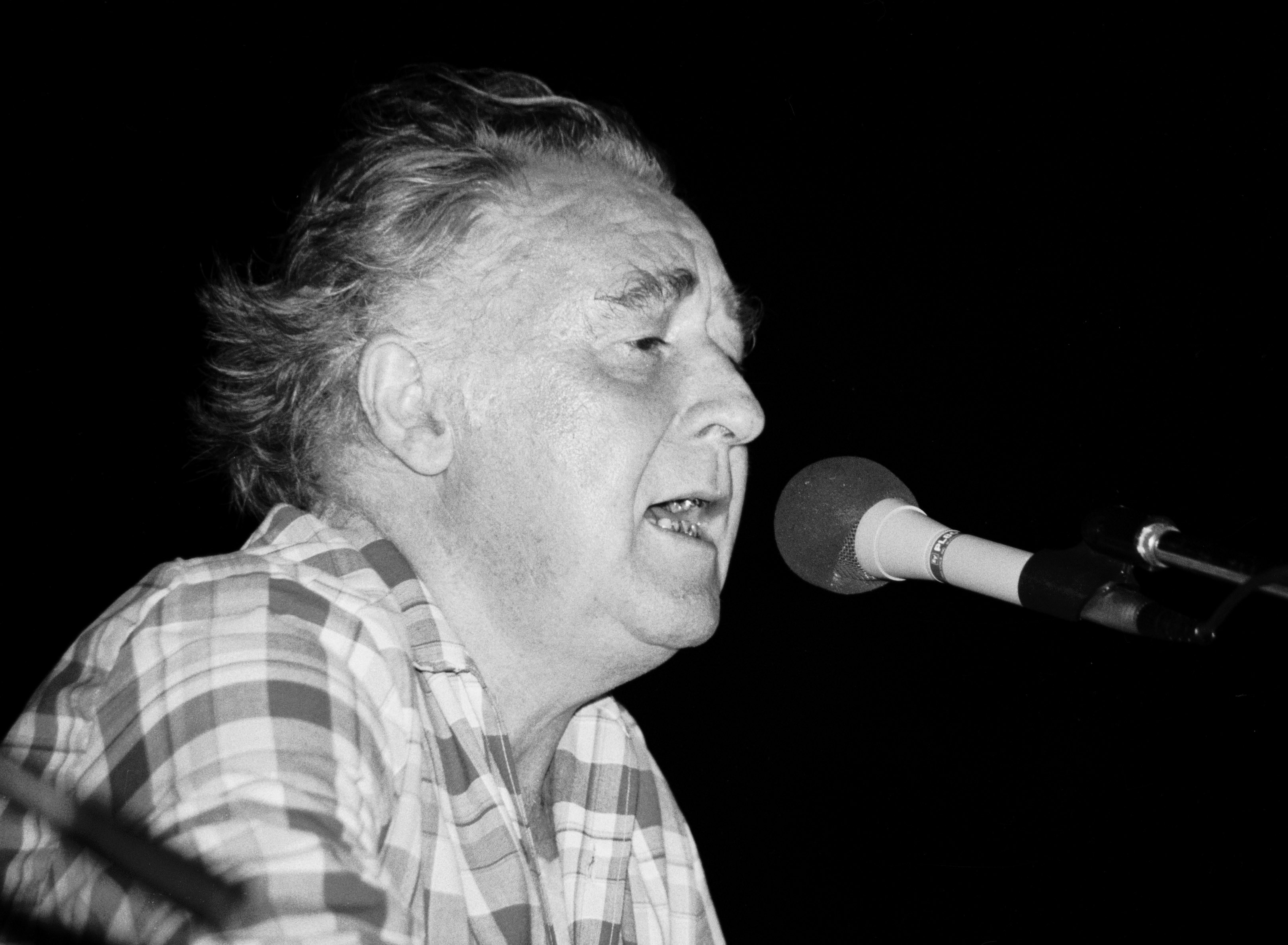
Youenn Gwernig a Plouvorn el 1982

Youenn Gwernig (Scaër, 1925 - Douarnenez, 2006) fou un poeta i cantant bretó. La vocació se li despertà tardívolament, quan emigrà als Estats Units, on treballà com a escultor, i no va tornar fins als anys 1960. Allí va fer amistat amb el poeta beatnik Jack Kerouac (mort el 1969), es naturalitzà estatunidenc i va transmetre la influència de Nova York als seus poemes.
Ha escrit els seus poemes simultàniament en francès, bretó i anglès. També ha escrit el conte La grande tribu (Grasset). Els seus escrits en bretó han estat editats per Al Liamm. El 1996 va rebre el Premi Xavier de Langlais pel conjunt de la seva producció poètica. Algunes de les seves cançons han estat adaptades per Graeme Allwright, Pascal Lamour, el trio Ewen/Delahaye/Favennec i altres.

## Discografia
- Distro ar Gelted, LP, 1974
- E-kreiz an noz, LP, 1975
- Private people
- Emañ ar bed va iliz (CD, 1990)
- Foeter Bro / Just a traveller / Compagnon de route (CD, 1993)

## Publicacions
- An toull en nor (bilingüe bretó-francès), 1972
- An diri dir (trilingüe bretó-francès-anglès), 1976
- La grande tribu (conte, francès), Grasset, 1982
- Un dornad plu (bilingüe bretó-anglès), Al Liamm, 1997
- Appelez-moi Ange (conte, francès), Blanc Silex, 2002